# Učinek Hawthorne
Učinek Hawthorne (ang. Hawthorne effect) se nanaša na dejstvo, da se vedenje udeležencev v eksperimentu spremeni v največji meri zaradi njihovega zavedanja, da sodelujejo v eksperimentu, in ne le zaradi vpliva pogojev, ki so jim udeleženci podvrženi.

## Uvod
Pojem efekt Hawthorne se nanaša na študije, izvedene v obratu Hawthorne Works v bližini Chicaga. V 20-ih letih prejšnjega stoletja je podjetje zaposlovalo okoli 12 000 delavcev, ki so izdelovali telefone. Celoten cikel študij je potekal od leta 1924 do leta 1932, sprva pod sponzorstvom National Research Council-a, leta 1928 pa se je študijam pridružila raziskovalna ekipa s Harvard Business School pod vodstvomEltona Maya in Fritza. J. Roethlisbergerja, saj je sprva edini načrtovani eksperiment (študija razsvetljave) dal nepričakovane rezultate.

## Študija razsvetljave (ang. Illumination tests)
Sprva so raziskovalci pod vodstvom Georgea Penncocka želeli preveriti zvezo med razsvetljenostjo prostora in učinkovitostjo delavcev. Predvidevali so, da se bo v pogoju povečane razsvetljenosti tudi delovna učinkovitost povečala, v pogoju zmanjšane razsvetljenosti pa se bo učinkovitost zmanjšala. Študijo je podpirala tudi električna industrija, saj je pričakovala, da bo predviden rezultat eksperimenta spodbudil industrijske obrate k povečanju količine umetne svetlobe v halah, kar bi jim prineslo dodaten zaslužek. Eksperiment je potekal od jeseni leta 1924 do pomladi leta 1927. Sodelovali so trije oddelki v tovarni, delavci pa so bili o študiji obveščeni. V tem času so delavce podvrgli trem pogojem (običajna razsvetljenost, povečana in zmanjšana razsvetljenost).
Rezultati pa se niso skladali s hipotezami. Produktivnost se v pogoju zmanjšane razsvetlitve ni zmanjšala, pač pa se je tudi v tem pogoju povečala, povezave med količino svetlobe in delovno učinkovitostjo pa so bile nekonsistentne. Razloge za dobljene rezultate so zato iskali v drugih vplivih. Kot mogoč vzrok so navajali povečan nadzor med eksperimentom ali pa občutek tekmovalnosti, ki se je razvil med kontrolno in eksperimentalno skupino. Zaključek tega eksperimenta je bil, da količina svetlobe ni edini pomemben vir delovne učinkovitosti, pač pa gre tudi za druge, še pomembnejše faktorje, ki pomembno doprinesejo k delovni učinkovitosti. To so človeški faktorji, katerih vpliva med eksperimentom niso nadzorovali.
Raziskovalci so želeli preveriti in razumeti rezultate študije, zato so oblikovali nadaljnje raziskave.

## Študija sestavljanja relejev (ang. Relay-assembly tests)
V drugem eksperimentu so raziskovalci želeli preveriti, kako na učinkovitost delavcev vplivajo odmori med delom in trajanje dela. Njihov namen je bil odgovoriti na vprašanja, zakaj se učinkovitost prek delovnega dne spreminja, ali delavci potrebujejo počitek, kakšni so učinki skrajšanega delavnika. Sprva so predvidevali, da bo študija trajala le nekaj mesecev, nato pa so jo podaljšali.
Leta 1927 so v eksperiment vključili šest delavk, še dve pa sta se skupini pridružili leto kasneje. Pred vključitvijo in med samim potekom so bile udeleženke zdravstveno pregledane, da so raziskovalci izključili morebitne vplive slabšega zdravja in spremljali vpliv spremenjenih delovnih okoliščin na zdravje delavk. Med eksperimentom so delavke skupaj delale v prostoru, ločenim od ostalih delavcev, kjer so sestavljale telefonske releje. Ročno so morale sestaviti več kot 35 delov, zato je hitrost sestavljanja imela očiten vpliv na  produktivnost delavk.
Kot odvisno spremenljivko so merili število relejev, ki jih je vsak delavec končal. S štetjem so pričeli nenapovedano že pred uradnim začetkom izvajanja eksperimenta in tako pridobili podatek o običajni delovni učinkovitosti udeleženk. Poleg tega so merili tudi fizikalne pogoje, kot sta temperatura in vlažnost. Poleg delavk je bil v prostoru prisoten še moški nadzornik, ki je skrbel za natančno beleženje rezultatov, nadzoroval delo in se z delavkami dogovarjal o spremembah pogojev. 
Med eksperimentom so po dogovoru z delavkami o optimalni dolžini odmora, uvedli dva petminutna odmora, nakar je produktivnost narasla. Tudi po uvedbi dveh desetminutnih odmorov je produktivnost ravno tako narasla. Produktivnost pa se je znižala, ko so uvedli šest petminutnih odmorov, kar delavkam ni bilo všeč. Med odmori so delavkam zagotovili tudi hrano. 
Spremenili so tudi dolžino delavnika, in sicer so ga skrajšali za 30 minut. Produktivnost je narasla. Ko so delavnik še bolj skrajšali, se je število končanih relejev na uro povečalo, število relejev v celotnem delavniku pa je bilo manjše kot pred spremembo. Ko so dolžino delavnika vrnili na osnovno dolžino, je produktivnost v primerjavi s produktivnostjo v krajšem delavniku strmo upadla.
Sprva so raziskovalci nadzorovali produktivnost delavk le preko vplivanja na dolžino delavnika, nato pa so uvedli še denarno nagrado, če se je produktivnost celotne skupine povečala, saj naj bi tako povečali sodelovanje med delavkami. Kritiki ravno v tej dodatni finančni spodbudi vidijo faktor, ki je največ pripomogel z rezultatom raziskave.
V prvih dveh letih in pol je produktivnost narasla za več kot 30 % in ostala dokaj stabilna preko celotnega poteka eksperimenta. Zmanjšal se je absentizem (odsotnost zaposlenih), zadovoljstvo z delom pa se je povečalo. Sprva so raziskovalci zaključili, da na povečano produktivnost vplivajo odmori in počitek od monotonega dela, dodatno plačilo za skupinsko učinkovitost in nadzor dela. Po kasnejšem premisleku so prva dva faktorja zavrnili ter načrtovali novo študijo, s katero bi potrdili vpliv spodbud na delovno učinkovitost, saj so bili rezultati še vedno nekoliko nejasni. Predvidevali so, da so svetloba, dolžina delavnika, odmori, denarne nagrade, nadzor, dinamika manjše skupine in posebna pozornost sicer vplivali na učinkovitost, vendar pa je največji vpliv na produktivnost imel odnos delavk do navedenih faktorjev oz. sprememb.
Nejasni rezultati so Georgea Penncocka spodbudili, da je k sodelovanju povabil Eltona Maya. Velik vpliv na interpretacijo rezultatov študij in na pogled na medosebne odnose na delovnem mestu je imela faza intervjujev delavcev v tovarni, ki sta jo vodila Elton Mayo in Fritz J. Roethlisberger. Namen intervjujev je bil odkriti razloge za povečano produktivnost med izvajanjem študije.
Mayo se ni omejil le na delavke, ki so sodelovale v prejšnjih študijah, pač pa na vse delavce v tovarni. Med letoma 1928 in 1931 so intervjuvali več kot 21 000 delavcev in se osredotočil na njihov odnos do dela in značilnosti dela, ki so jim bile všeč ter tiste, ki jih niso marali. Želel je določiti področja dela, ki bi jih lahko izboljšali in s tem povečali zadovoljstvo pri delu, kar naj bi vodilo k večji produktivnosti.
Analiza intervjujev je pokazala, da na delavčev odnos do dela pomembno vplivajo zunanji faktorji, kot so razmere v družini oz. v skupnosti in socialni odnosi na delovnem mestu. Prav tako so ugotovili, da samo izključno z manipulacijo osvetljenosti, višine plače, ostalih delovnih pogojev in nadzorom ne moremo spremeniti odnosa do dela. Zaključili so, da so se delavci počutili bolje glede delovnega okolja, ker je intervjuvar pokazal interes zanje in jih poslušal, da so lahko prosto govorili o težavah.
Ugotovitve so spodbudile izvajanje svetovanja zaposlenim v podjetjih, kar je postala široko razširjena praksa.

## Študija z vezji (ang. Bank-wiring tests)
V tretji študiji so želeli preveriti, kako bi denarna nagrada vplivala na delovno učinkovitost zaposlenih ter preučiti socialne odnose in socialno strukturo skupine.
Izbrali so 14 moških, starih od 20 do 25 let, ki so v ločenem prostoru opravljali monotono delo – na stikala so pritrjevali žice in tako sestavljali vezja. Eksperiment je potekal pol leta, od novembra 1931 do maja 1932, ko so ga zaustavili zaradi poglabljajoče gospodarske krize. Plača delavcev je bila odvisna od učinkovitosti skupine kot celote. Raziskovalci so predvidevali, da bodo bolj produktivni delavci vršili pritisk nad manj produktivnimi in tako povečevali njihovo produktivnost. Izkazalo pa se je, da je skupina postavila lastne standarde produktivnosti, ki so bili nižji od njihovih sposobnosti, socialni pritisk pa je delavce silil k delu v skladu s temi standardi.
Presenetljivo se je produktivnost zmanjšala, domnevno zaradi strahu delavcev, da bi jim zmanjšali osnovno plačilo, potem ko bi videli, da so sposobni delati učinkoviteje, ali pa zaradi strahu, da bi s tem v prihodnosti upravičili odpuščanje nekaterih delavcev. Ugotovili so tudi obstoj manjših skupin delavcev oz. klik, znotraj  katerih so se razvili sistemi neformalnih pravil vedenja. Delavci so se bolj kot v skladu z zunanjimi pravili in spodbudami vedli v skladu z neformalnimi pravili klike. Študija je poudarila kompleksnost socialnih odnosov v skupini ter pomembnost njihovega upoštevanja pri motiviranju delavcev.

### Ključne  ugotovitve
Ključne ugotovitve študij so naslednje: 
- Socialni in psihološki faktorji vplivajo na produktivnost delavcev in na njihovo zadovoljstvo na delovnem mestu. Samo dobri fizični pogoji ter dobro plačilo ne zagotavljajo visoke produktivnosti.
- Prav tako se produktivnost poveča, če imajo delavci možnost sodelovati pri odločitvah in podajati svoje mnenje ter verjamejo, da je nadrejenim mar zanje.
- Neformalni odnosi med delavci (oz. klike) imajo večji vpliv na vedenje delavcev kot formalni odnosi znotraj organizacije.[3]

### Učinek Hawthorne
Sčasoma se je pojavil pojem učinek Hawthorne, ki se nanaša na dejstvo, da se vedenje spremeni že zaradi zavedanja subjekta, da je predmet študije, in ne le zaradi spremembe pogojev, katerim je podvržen. Pri tem večina avtorjev učinek povezuje s prvim eksperimentom, v katerem so spreminjali osvetljenost delovnih prostorov, le manjšina pa jih omenja tudi nadaljnje študije.

## Kritika
Najpogostejše kritike se nanašajo na pomanjkanje zunanje veljavnosti, saj se izsledki nanašajo na kontrolirano situacijo, kjer so delavci vedeli, da jih opazujejo. Nekateri zavračajo preveliko poudarjanje vpliva človeških faktorjev na produktivnost in menijo, da bi morali pri tem upoštevati tudi tehnološke in druge faktorje. Spet drugi poudarjajo, da v praksi delavci ne morejo sodelovati pri sprejemanju odločitev zaradi pomanjkanja časa in denarja. Poleg tega naj bi študije poudarjale svobodo delavca, kritiki pa menijo, da preveč svobode lahko zmanjša produktivnost.